# Georgi Kondratiev
Georgi Petrovitch Kondratiev, né le 7 janvier 1960 à Lyubanichi, est un joueur de football biélorusse, qui jouait au poste d'attaquant, avant de devenir ensuite entraîneur.

## Biographie

### Carrière de joueur

#### Carrière en club
Georgi Kondratiev joue en URSS, en Autriche, en Biélorussie, en Ukraine, en Allemagne, et en Finlande. Il évolue pendant sept saisons avec l'équipe du Dynamo Minsk.
Il dispute 379 matchs en première division soviétique, inscrivant 120 buts. Il inscrit un total de 216 buts, tout championnats confondus.
Au sein des compétitions européennes, il dispute six matchs en Ligue des champions (deux buts), 15 en Coupe de l'UEFA (sept buts), et six en Coupe des Coupes (deux buts). Avec le Dynamo Minsk, il atteint les quarts de finale de la Ligue des champions en 1984, puis les quarts de finale de la Coupe de l'UEFA en 1985, et enfin les quarts de finale de la Coupe des Coupes en 1988. Le 19 septembre 1984, il inscrit un triplé en Coupe de l'UEFA, lors de la réception du HJK Helsinki.
Dans les années 1989-1990 il joue pour l'équipe de Tchornomorets Odessa où il devient joueur-clé. En deux saisons, il marque 25 buts. Avec cette équipe, en 1990 il remporte la dernière éditions de la Coupe de la fédération soviétique.

#### Carrière en sélection
Georgi Kondratiev reçoit 14 sélections en équipe d'Union soviétique entre 1984 et 1986, inscrivant quatre buts.
Il joue son premier match en équipe nationale le 10 octobre 1984, contre la Norvège. Il inscrit son premier but le 4 février 1985, contre la Yougoslavie.
Le 2 mai 1985, il marque un doublé contre la Suisse. Il inscrit son dernier but le 30 octobre 1985, contre la Norvège. Il joue son dernier match le 26 mars 1986, contre l'Angleterre.
Il participe avec l'Union soviétique aux éliminatoires du mondial 1986 (sept matchs disputés).

### Carrière d'entraîneur
Après avoir raccroché les crampons, il se lance dans une carrière d'entraîneur.
Il dirige la sélection espoirs biélorusse de 2009 à 2011.
Il dirige ensuite l'équipe de Biélorussie de 2012 à 2014, sur un total de 28 matchs. Il prend ainsi part aux éliminatoires du mondial 2014, puis aux éliminatoires de l'Euro 2016. Il est congédié le 30 juin 2023.

## Statistiques
| Saison                | Club                   | Championnat           | Championnat | Championnat | Coupe(s) nationale(s) | Coupe(s) nationale(s) | Compétition(s) continentale(s) | Compétition(s) continentale(s) | Compétition(s) continentale(s) | Total | Total |
| Saison                | Club                   | Division              | M.          | B.          | M.                    | B.                    | Comp.                          | M.                             | B.                             | M.    | B.    |
| 1978                  | Dvina Vitebsk          | D3                    | 43          | 11          | -                     | -                     | -                              | -                              | -                              | 43    | 11    |
| 1979                  | Dvina Vitebsk          | D3                    | 39          | 11          | -                     | -                     | -                              | -                              | -                              | 39    | 11    |
| Sous-total            | Sous-total             | Sous-total            | 82          | 22          | -                     | -                     | -                              | -                              | -                              | 82    | 22    |
| 1981                  | Dinamo Brest (prêt)    | D3                    | 12          | 6           | -                     | -                     | -                              | -                              | -                              | 12    | 6     |
| Sous-total            | Sous-total             | Sous-total            | 12          | 6           | -                     | -                     | -                              | -                              | -                              | 12    | 6     |
| 1980                  | Dinamo Minsk           | D1                    | 11          | 1           | 4                     | 1                     | -                              | -                              | -                              | 15    | 2     |
| 1981                  | Dinamo Minsk           | D1                    | 2           | 0           | 4                     | 0                     | -                              | -                              | -                              | 6     | 0     |
| 1982                  | Dinamo Minsk           | D1                    | 32          | 10          | 5                     | 3                     | -                              | -                              | -                              | 37    | 13    |
| 1983                  | Dinamo Minsk           | D1                    | 28          | 8           | 1                     | 0                     | C1                             | 4                              | 2                              | 33    | 10    |
| 1984                  | Dinamo Minsk           | D1                    | 24          | 12          | 3                     | 1                     | C1+C3                          | 2+6                            | 0+4                            | 35    | 17    |
| 1985                  | Dinamo Minsk           | D1                    | 34          | 11          | 3                     | 1                     | C3                             | 2                              | 0                              | 39    | 12    |
| 1986                  | Dinamo Minsk           | D1                    | 27          | 13          | 4                     | 2                     | C3                             | 2                              | 0                              | 33    | 15    |
| 1987                  | Dinamo Minsk           | D1                    | 29          | 10          | 9                     | 5                     | C2                             | 3                              | 1                              | 41    | 16    |
| 1988                  | Dinamo Minsk           | D1                    | 25          | 1           | 9                     | 3                     | C2                             | 2                              | 0                              | 36    | 4     |
| Sous-total            | Sous-total             | Sous-total            | 212         | 66          | 42                    | 16                    | -                              | 21                             | 7                              | 275   | 89    |
| 1989                  | Tchernomorets Odessa   | D1                    | 29          | 13          | 7                     | 2                     | -                              | -                              | -                              | 36    | 15    |
| 1990                  | Tchernomorets Odessa   | D1                    | 23          | 7           | 7                     | 2                     | C3                             | 3                              | 1                              | 33    | 10    |
| Sous-total            | Sous-total             | Sous-total            | 52          | 20          | 14                    | 4                     | -                              | 3                              | 1                              | 69    | 25    |
| 1991                  | Lokomotiv Moscou       | D1                    | 22          | 7           | -                     | -                     | -                              | -                              | -                              | 22    | 7     |
| 1991-1992             | SKN Sankt Pölten       | D1                    | 12          | 3           | -                     | -                     | -                              | -                              | -                              | 12    | 3     |
| Sous-total            | Sous-total             | Sous-total            | 34          | 10          | -                     | -                     | -                              | -                              | -                              | 34    | 10    |
| 1992                  | Metallourg Maladetchna | D1                    | 14          | 5           | -                     | -                     | -                              | -                              | -                              | 14    | 5     |
| 1992-1993             | FK Maladetchna         | D1                    | 4           | 0           | -                     | -                     | -                              | -                              | -                              | 4     | 0     |
| Sous-total            | Sous-total             | Sous-total            | 18          | 5           | -                     | -                     | -                              | -                              | -                              | 18    | 5     |
| 1992-1993             | Temp Chepetivka        | D2                    | 25          | 14          | 2                     | 0                     | -                              | -                              | -                              | 27    | 14    |
| 1993-1994             | Temp Chepetivka        | D1                    | 3           | 1           | -                     | -                     | -                              | -                              | -                              | 3     | 1     |
| Sous-total            | Sous-total             | Sous-total            | 28          | 15          | 2                     | 0                     | -                              | -                              | -                              | 30    | 15    |
| 1993-1994             | SV Gera                | D4                    | 5           | 2           | -                     | -                     | -                              | -                              | -                              | 5     | 2     |
| Sous-total            | Sous-total             | Sous-total            | 5           | 2           | -                     | -                     | -                              | -                              | -                              | 5     | 2     |
| 1994                  | KaIK Kaskinen          | D1                    | 16          | 10          | -                     | -                     | -                              | -                              | -                              | 16    | 10    |
| 1995                  | KaIK Kaskinen          | D1                    | 22          | 25          | -                     | -                     | -                              | -                              | -                              | 22    | 25    |
| 1996                  | KaIK Kaskinen          | D1                    | 21          | 16          | -                     | -                     | -                              | -                              | -                              | 21    | 16    |
| 1997                  | KaIK Kaskinen          | D1                    | 20          | 18          | -                     | -                     | -                              | -                              | -                              | 20    | 18    |
| Sous-total            | Sous-total             | Sous-total            | 79          | 69          | -                     | -                     | -                              | -                              | -                              | 79    | 69    |
| 1998                  | Slavia Mazyr           | D1                    | 11          | 2           | -                     | -                     | -                              | -                              | -                              | 11    | 2     |
| Sous-total            | Sous-total             | Sous-total            | 11          | 2           | -                     | -                     | -                              | -                              | -                              | 11    | 2     |
| Total sur la carrière | Total sur la carrière  | Total sur la carrière | 533         | 217         | 58                    | 20                    | -                              | 24                             | 8                              | 615   | 245   |

## Palmarès
| Dinamo Minsk - Championnat d'URSS (1) : - Champion : 1982. - Coupe d'URSS : - Finaliste : 1987. Tchernomorets Odessa - Coupe de la fédération soviétique (1) : - Vainqueur : 1990. |  | Dinamo Minsk - Championnat de Biélorussie - Vice-champion en 2001. Biélorussie espoirs - Euro espoirs - 3e en 2011. |